# Marie Heinekenplein

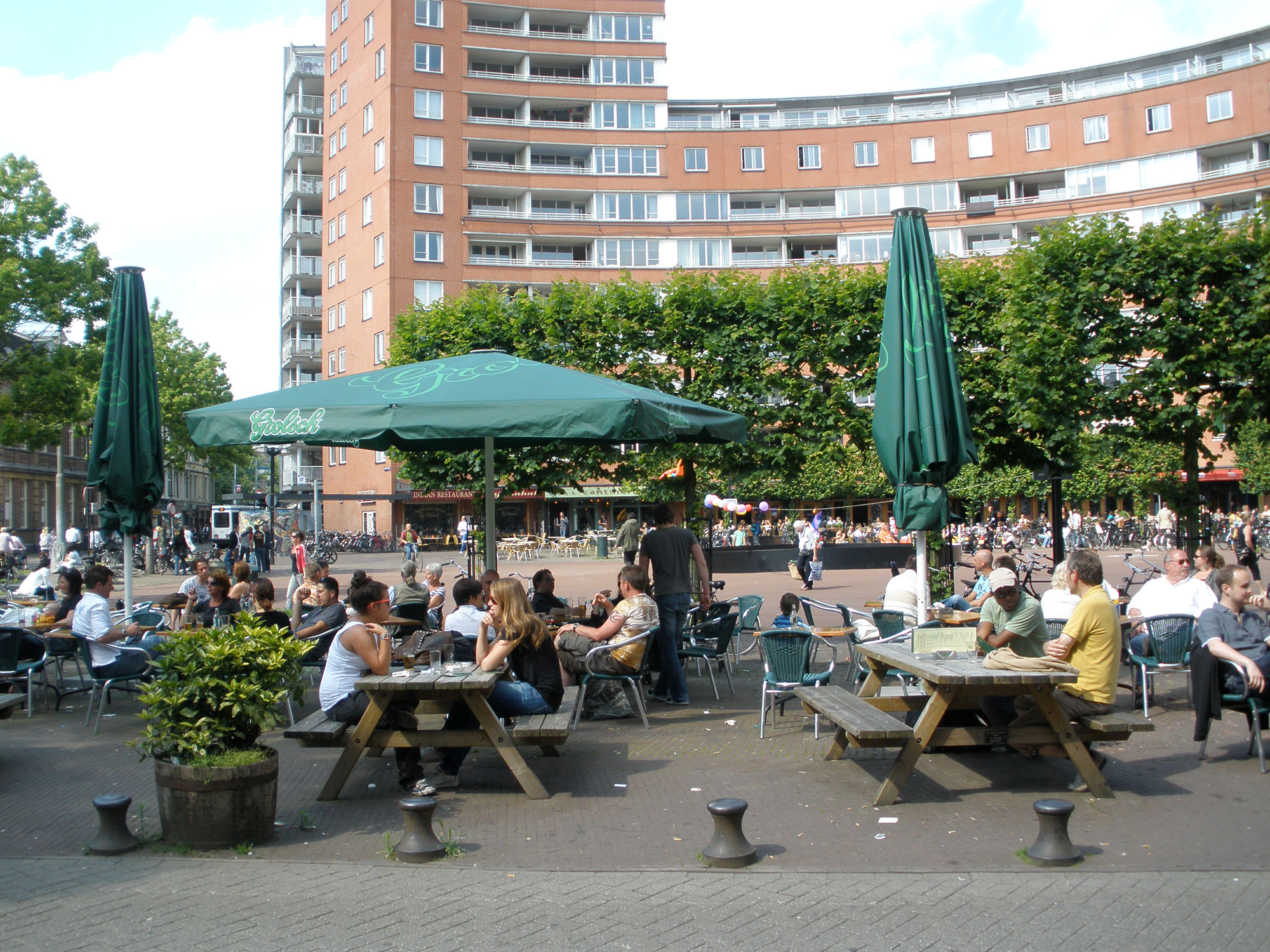
Vue de Marie Heinekenplein.

Marie Heinekenplein (ou plus communément Heinekenplein) est une place principale de la ville d'Amsterdam, située dans le quartier du Pijp, dans l'arrondissement de Zuid. Aménagée en 1990, elle se trouve sur l'une des principales rues de l'arrondissement, Ferdinand Bolstraat qui suit un tracé nord-sud. Elle constitue avec Gerard Douplein, située à quelques minutes à pied l'une des principales places du Pijp, connues pour ses bars et restaurants. Elle est séparée du Stadhouderskade (qui fait office de frontière entre les arrondissements de Zuid et Centrum) par l'ancienne brasserie Heineken, qui abrite aujourd'hui le musée Heineken Experience et un immeuble moderne d'habitations. La majeure partie de l'ancienne brasserie, qui occupait l'emplacement actuel de la place fut détruit en 1988. À certaines périodes de l'année, la place accueille divers événements et manifestations comme des concerts ou des projections de cinéma en plein air.
La place fut baptisée en l'honneur de la peintre néerlandaise Marie Heineken, nièce du fondateur de la brasserie, Gerard Adriaan Heineken.